# Franc Bogovič
Franc Bogovič, slovenski podjetnik, agronom in politik, * 2. februar 1963, Veliki Kamen pri Koprivnici.
Leta 1986 je postal predsednik KS Koprivnica. Med letoma 1998 in 2011 je bil župan Občine Krško. Na državnozborskih volitvah leta 2011 je bil kot kandidat Slovenske ljudske stranke izvoljen za poslanca v Državnem zboru Republike Slovenije. Leta 2012 je v 10. vladi Republike Slovenije pod vodstvom Janeza Janše zasedel mesto Ministra za kmetijstvo in okolje Republike Slovenije, leto pozneje pa še vodenje stranke SLS. Od leta 2014 do 2024 je bil poslanec v Evropskem parlamentu.

## Mladost
Rodil se je v kmečko družino očeta Ivana Bogoviča in mame Amalije (rojene Resnik) v vasi Veliki Kamen. Po končani gimnaziji v Brežicah je študiral agronomijo na Univerzi v Mariboru. Pred ustanovitvijo družinskega podjetja (l. 1990) je bil pet let zaposlen v podjetju Agrokombinat Krško. Do leta 1998 je vodil družinsko podjetje, ki ga je prepustil svoji družini.

## Politika
Leta 1998 je bil na lokalnih volitvah izvoljen za župana Občine Krško. V tem času je bil tudi podpredsednik Združenja evropskih občin z jedrskim objektom. Na državnozborskih volitvah leta 2011 je kandidiral na listi SLS in s potrditvijo poslanskega mandata mu je avtomatično prenehala županska funkcija. 2. marca 2013 je na kongresu postal 7. predsednik Slovenske Ljudske stranke. V drugi vladi Janeza Janše je zasedel položaj kmetijskega ministra. Leta 2014 je po tem, ko je na državnozborskih volitvah 2014 SLS izpadla iz parlamenta, odstopil z mesta predsednika stranke.
Leta 2014 je bil na skupni listi SLS in NSi skupaj z Lojzetom Peterletom izvoljen za evropskega poslanca. V mandatu 2014–2019 se je kot član Evropske ljudske stranke zavzemal predvsem za projekt "Pametne vasi", ki je bil njegov paradni projekt. Bil je član Odbora za regionalni razvoj in namestnik v odboru za kmetijstvo in razvoj podeželja. Ponovno je bil izvoljen leta 2019, ko je bil na skupni listi SDS in SLS s preferenčnimi glasovi izvoljen skupaj z Milanom Zverom (nosilec liste) in Romano Tomc.
Na evropskih volitvah 2024 je kandidiral na listi Slovenske ljudske stranke kot tretji na listi. Na volitvah 9. junija je stranka za las zgrešila preboj v Evropski parlament, Bogovič pa je dobil 7.598 preferenčnih glasov volivcev.

## Zasebno
Z ženo Bojano ima tri otroke. Z ženo sta bila leta 2008 udeleženca na Zadnjem spustu po Savi.
Podobno ime ima tudi njegov sorodnik Franc Bogovic, ki je v Belgiji prav tako politik in poslovnež.